# Івнєв Борис Борисович
Бори́с Бори́сович І́внєв (нар. 27 січня 1964, Торез) — український психотерапевт і нейрофізіолог, доктор медичних наук, професор, доцент, академік АН вищої школи України.

## Життєпис
Борис Івнєв народився 27 січня 1964 року у місті Торез (нині — Чистякове) Донецької області. У 1987 році з відзнакою закінчив Донецький національний медичний університет ім. М. Горького за спеціальністю «лікувальна справа». У цьому ж році відповідно до рекомендації на наукову роботу був прийнятий на кафедру нормальної фізіології Донецького національного медичного університету на посаду старшого лаборанта. У 1991 році захистив кандидатську дисертацію за спеціальністю 14.03.03 «Нормальна фізіологія» «Морфо-функціональні зв’язки перетинки з лімбічними структурами мозку», а у 2001 році захистив докторську дисертацію на тему «Нейрофізіологічні механізми фізіологічного та патологічного (хвороба Альцгеймера) старіння мозку». У 2006 році йому було надано вчене звання професора. Трудовий шлях Івнєва до 2014 року пов'язаний з Донецьким медичним університетом, де він працював доцентом, професором, деканом лікувального факультету та першим проректором. Після переїзду до Києва з кінця 2014 року працював на кафедрі фізіології НМУ ім. О.О. Богомольця, а з осені 2015 року — виконує обов'язки ректора ПВНЗ «Київський медичний університет».

## Наукова діяльність
Наукова діяльність пов’язана з теоретичними та практичними аспектами експериментальної та клінічної нейрофізіології. Комплексне нейрофізіологічне дослідження механізмів розвитку хвороби Альцгеймера, проведене Івнєвим дозволило вперше розробити методи ранньої̈ діагностики та прогнозування цієї патології. За наукову монографію «Хвороба Альцгеймера» у 2002 році він нагороджений дипломом та премією Національної академії медичних наук України. У колі наукових інтересів Івнєва також вивчення механізмів впливу стовбурових клітин на когнітивні та рухові функції мозку при ішемічних розладах. В теперішній час наукові дослідження Івнєва присвячені клінічній нейрофізіології, він вивчає особливості функціонування головного мозку при хронічних болях (наукова програма з університетом Верони), та при деяких психічних розладах (адиктивні розлади, шизофренія), що максимально наближає результати наукових досліджень до практичного використання. Особливістю сучасного наукового напряму Івнєва є вивчення нейрофізіологічних механізмів психотерапії як одного з основних методів сучасної психічної реабілітації постравматичних стресових розладів та терапії залежностей. Цей проєкт виконується за сприяння Європейського товариства гіпнозу в медицині та психотерапії. Практичним результатом наукових досліджень стала монографія «Життя з психічними розладами. Екзистенціально-особистісні аспекти одужання» (2014). Продовженням цієї роботи стало видання у співавторстві підручника (2020) по реабілітації.
Міжнародне наукове співробітництво продовжується в International, Interdisciplinary, Interreligious Research Group On Consciousness Studies — a branch of UNESCO Chair in Bioethics and Human Rights, GdN Neurobioethics, at APRA — Pontifical Athenaeum Regina Apostolorum, Roma, Italy, а також з науково-дослідною радою Європейського товариства гіпнозу в медицині.

### Основні публікації
- Болезнь Альцгеймера: мультидисциплинарное исследование. Д., 2000
- Роль альфа-ритма в механизмах зрительного восприятия // Арх. клин. и эксперим. медицины. 2003. Т. 12, № 1 (співавтор)
- Пути взаимодействия нервной, эндокринной и иммунной систем в регуляции функций организма // Там само. 2004. Т. 13, № 1 (співавтор)
- Опыт организации учебного процесса в медицинском ВУЗе на принципах кредитно-модульной системы // ВГЭ. 2009. Т. 13, № 1 (співавтор)

### Членство
- Академія наук вищої школи України (2018)
- Європейське товариство нейронаук
- Міжнародна асоціація хвороби Альцгеймера
- Українське фізіологічне товариство
- Асоціація психіатрів та психоаналітиків України (віцепрезидент)
- Європейське товариство гіпноза в медицині
- Міжнародне товариство гіпнозу
- Редакційні колегії науково-практичних журналів «Міжнародний психіатричний, психотерапевтичний та психоаналітичний журнал», «Офтальмологія», «Dermatovenerology and cosmetology» (укр. Дерматовенерологія та косметологія) та «Bioenergetics in medicine and biology» (укр. Біоенергетика в медицині та біології)